# Parexarnis delonga
Parexarnis delonga là một loài bướm đêm trong họ Noctuidae.